# Dworzec Wileński (métro de Varsovie)
Dworzec Wileński, en français: station Gare de Vilnius, est une station de la ligne M2 du métro de Varsovie. Elle est située dans l'arrondissement de Praga-Północ à Varsovie en Pologne.
Mise en service en 2015, la station est en correspondance avec la gare Warszawa Wileńska située ulica Targowa (pl) et Aleja Solidarności.

## Situation sur le réseau

Position de la station Wileński (7e en partant de l'ouest de la section centrale) sur la ligne 2.

.

## Services aux voyageurs

### Desserte
(pl) « Plan des correspondances locales » [PDF] (consulté le 28 décembre 2021)